# Get Outta My Dreams, Get into My Car
Get Outta My Dreams, Get into My Car ist ein Lied von Billy Ocean aus dem Jahr 1988, das von ihm und Robert John Lange geschrieben und von letzterem produziert wurde. Das Lied erschien auf seinem Album Tear Down These Walls.

## Geschichte
Billy Ocean nahm das Lied im Jahr 1987 mit Robert John Lange für Oceans Album Tear Down These Walls auf. Verwendet wurden Synthesizer, Drumcomputer und Saxophon. Das Lied mischt Synthpop-Soul mit R&B-Einflüssen.
Das Lied wurde in den Vereinigten Staaten Oceans dritter Nummer-eins-Hit in seiner Karriere. Es war insgesamt 19 Wochen in den amerikanischen Charts. Ebenso wurde das Lied in Australien, den Niederlanden, Irland, Norwegen und Kanada ein Nummer-eins-Hit. In Oceans britischer Heimat erreichte das Lied in den Charts jedoch nur Platz drei. In Deutschland erreichte das Lied ebenfalls Platz drei und blieb 18 Wochen in den Charts. Zur selben Zeit der Veröffentlichung fand das Lied auch im Film Daddy’s Cadillac Verwendung und im Soundtrack zum Film.
Es erschienen auch Instrumentalstücke des Liedes sowie verschiedene Extended-Versionen, die teilweise eine Länge von über acht Minuten haben.

## Musikvideo
Das Musikvideo enthält Szenen aus dem Film Daddy's Cadillac (engl. Originaltitel: License to Drive). Billy Ocean fährt mit einem Auto durch die Gegend und trifft dabei verschiedene Zeichentrickfiguren. Das Musikvideo verbindet Realfilm mit Zeichentrick.